# Ricardo Alberto Cittadini
Ricardo Alberto Cittadini Sánchez, también conocido como El Polaco (Gobernador Gregores, 14 de noviembre de 1954 - ¿17 de agosto de 1976?), fue un estudiante de Economía y militante político peronista argentino detenido/a desaparecido/a por el terrorismo de Estado en Argentina.

## Primeros años
Nació en la pequeña localidad de Gobernador Gregores (departamento Río Chico, centro de la provincia de Santa Cruz). Realizó sus estudios secundarios en la ciudad de Trelew (provincia de Chubut).

## Estudios y militancia
En el año 1973 se encontraba viviendo en La Plata. Ese año se inscribió en la carrera de licenciatura en Economía de la Facultad de Ciencias Económicas de la Universidad Nacional de La Plata. Existe constancia de que rindió materias hasta junio de 1976. Durante sus años de estudiante ingresó en la agrupación Juventud Universitaria Peronista (JUP).
El 17 de agosto de 1976 fue detenido por «averiguación de antecedentes» mientras se encontraba a las 17 hs en la Plaza España de la ciudad de Buenos Aires. Si bien vivía en La Plata, había viajado a Buenos Aires a visitar a una hermana que se encontraba de visita allí dado que vivía en Trelew. Hay constancia de que fue trasladado a la Comisaría 28 del barrio de Barracas al sur de la ciudad. Allí fue torturado durante varias horas. Posteriormente, y a los pocos días fueron secuestrados varios de sus compañeros de militancia y estudio: Carlos Carpani, también de Económicas, Juan Schudel de Medicina y Rubén Beratz, de Derecho; ellos fueron capturados en el domicilio que compartían con Ricardo Alberto Cittadini. Mientras que también fue desaparecido su amigo Alfredo Brawerman, antiguo militante de la JUP.

## Juicios por su desaparición
Por su caso, se realizaron dos juicios por el que fueron declarados coautores penalmente responsables del delito de privación ilegítima de la libertad en los años 2016 y 2021 dos miembros de la Policía Federal que fueron partícipes de su detención y torturas: Miguel Alcides Viollaz y Nicómedes Mercado. No se sabe exactamente cuándo, cómo y dónde fue asesinado. Su cuerpo no ha sido hallado. Esta fue la primera vez que se investigó a una comisaría de la Policía Federal como centro clandestino de detención. Su caso fue llevado adelante por el periodista, escritor y abogado argentino, especialista en derechos humanos Pablo Llonto. 

## Homenajes
En su ciudad natal, Gobernador Gregores existe una calle que lleva su nombre. También en Trelew, donde su familia se radicó cuando era chico, vivió su juventud y su familia siguió viviendo, desde el año 2014, se le puso su nombre a una calle.